# Ryūya Mitsuzuka
Ryūya Mitsuzuka (jap. 三塚 龍哉,, Mitsuzuka Ryūya; * 17. Februar 1999 in der Präfektur Kanagawa) ist ein japanischer Fußballspieler.

## Karriere
Ryūya Mitsuzuka erlernte das Fußballspielen in der Jugendmannschaft vom Little Jumbo SC, in der Jugend des spanischen Vereins UE Cornellà sowie in der Jugendmannschaft des japanischen Klubs SC Sagamihara. Seinen ersten Vertrag unterschrieb er 2020 bei Albirex Niigata (Singapur). Der Verein ist ein Ableger des japanischen Zweitligisten Albirex Niigata und spielt in der höchsten singapurischen Fußballliga, der Singapore Premier League. 2020 feierte er mit Albirex die singapurische Meisterschaft.
Seit dem 1. Januar 2021 ist er vertrags- und vereinslos.

## Erfolge
Albirex Niigata (Singapur)
Singapore Premier League: 2020